# Salvador Minuchin

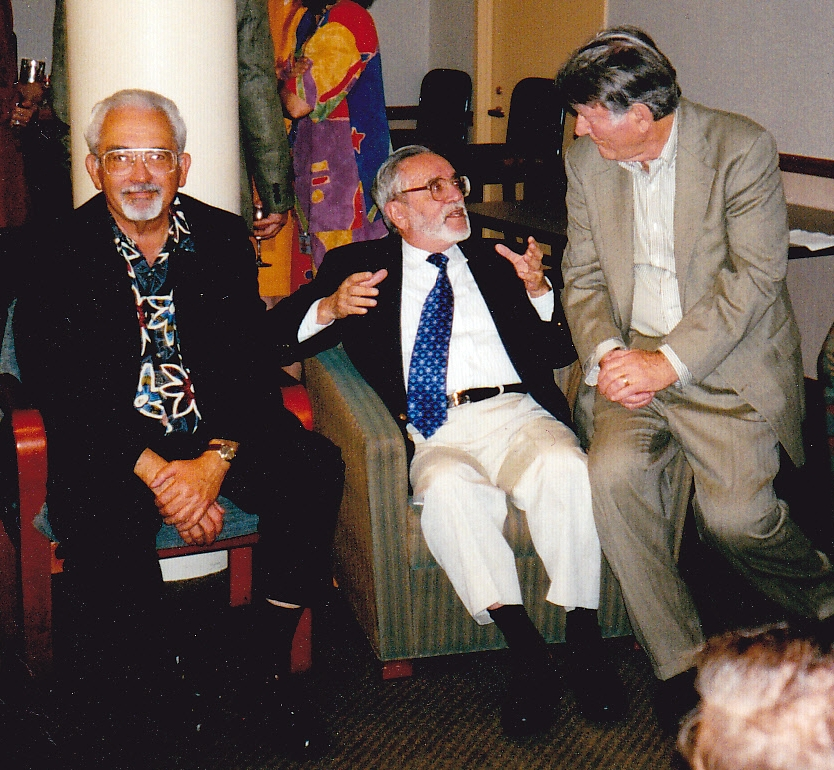
Braulio Montalvo, Salvador Minuchin, en Jay Haley

Salvador Minuchin (San Salvador, Argentinië, 13 oktober 1921 - Boca Raton, Florida, 30 oktober 2017) was een Argentijnse psycho- en gezinstherapeut en grondlegger van de structurele systeemtherapie, een vorm van gezinstherapie. In plaats van zich alleen te richten op de behandeling van de cliënt zelf, plaatste Minuchin de psychische problemen van de cliënt in een breder perspectief door ook het gezin en de familie bij de behandeling te betrekken. Volgens Minuchin spelen de familie en andere sociale patronen immers een grote rol in de ontwikkeling van een individu en diens gedragingen. In de structurele systeemtherapie is de structuur van het systeem - het gezin - daarom het voornaamste object van onderzoek en therapie. Ook veranderde Minuchin de rol van therapeut: niet langer was hij slechts een passieve observator, maar hij speelde een actieve rol in de behandelingen door de deelnemers uit te dagen en te confronteren.

## Biografie
Minuchin werd geboren in een joods gezin. Zijn vader had een winkel en werkte later tevens als gaucho. Als student voerde Minuchin actie tegen de dictator Juan Peron, hetgeen hem gevangenisstraf opleverde. Hij studeerde in 1947 af aan de Nationale Universiteit van Córdoba en vertrok daarna naar Israël om daar in het leger te dienen. In de jaren 50 ging hij naar de Verenigde Staten, waar hij kinderpsychiatrie studeerde. In 1954 startte hij in New York met een opleiding in psychoanalyse aan het William Alanson White Institute.
Minuchin werkte in de jaren 50 en 60 in de achterbuurten van Philadelphia en New York. Begin jaren 60 werkte hij voor de Wiltwyck School for Boys in New York, een instituut voor probleemjongeren die door de overheid uit huis waren geplaatst. Volgens Minuchin vielen veel jongeren terug in hun oude patronen zodra ze weer thuis kwamen. Hij stelde dat het belangrijk was om tijdens de behandeling ook de familie erbij te betrekken in plaats van je alleen te richten op de jongere zelf. Hij beschreef zijn inzichten onder andere in het boek Families of the Slums (1967). Tevens ontwikkelde Minuchin de Structural Family Therapy, oftewel de structurele systeemtherapie. Van 1965 tot 1975 werkte hij bij het Philadelphia Child Guidance Center, waar hij de gezinstherapie introduceerde.
In 1974 publiceerde Minuchin Families and Family Therapy, dat wordt beschouwd als handboek over de interactie binnen probleemgezinnen.
In de jaren 70 werkte Minuchin met jongeren die leden aan astma, diabetes en anorexia, waarbij hij zich concentreerde op de onderliggende pijn en conflicten binnen de gezinnen.
In 1981 richtte hij in Woodbury (New Jersey) het Minuchin Center for the Family op.
In 1996 ging Minuchin met pensioen. Hij verhuisde eerst naar Boston en daarna naar Florida.
Minuchin was professor aan de University of Pennsylvania Medical School en was verbonden aan de New York University School of Medicine.

## Privé
Minuchin trouwde in 1951 met de psychologe Patricia Pittluck. Het stel kreeg twee kinderen. Patricia stierf in 2015. Minuchin overleed in 2017 op 96-jarige leeftijd.
- Biblioteca Nacional de España: XX985448
- Bibliothèque nationale de France: cb124569948 (data)
- CiNii: DA00692695
- Gemeinsame Normdatei: 120375877
- International Standard Name Identifier: 0000 0001 0907 5146
- Library of Congress Control Number: n50032623
- Bibliotheek van het Japanse parlement: 00450170
- Nationale Bibliotheek van Tsjechië: jn20020721282
- Nationale Bibliotheek van Israël: 987007296923205171
- Nederlandse Thesaurus van Auteursnamen: 069105324
- SNAC: w6w21j3x
- Système universitaire de documentation: 033732582
- Virtual International Authority File: 61644297
- WorldCat: E39PBJwX7jVxq99WHc3vgMGrbd